# نقد التراث (كتاب)
نقد التراث هو كتاب من تأليف المفكر المغربي عبد الإله بلقزيز الذي نال جائزة السلطان قابوس للثقافة، صدر عن مركز دراسات الوحدة العربية في بيروت، ويُعدّ من أبرز مؤلفات الكاتب في مجال الفكر العربي الحديث. يتناول الكتاب بالدراسة والتحليل مسألة التراث في الفكر العربي الإسلامي، وذلك من منظور نقدي معرفي يسعى إلى تجاوز القراءات التقليدية والأيديولوجية.
يأتي هذا الكتاب ضمن مشروع ثلاثي متكامل للمؤلف، يتكوّن من الكتب التالية: من الإصلاح إلى النهضة، من النهضة إلى الحداثة، ثم نقد التراث، والذي يمهد بدوره لمرحلة لاحقة مخصّصة لـ "نقد المعرفة الغربية".

## محتوى الكتاب
يقع الكتاب في خمسة أقسام رئيسية، بالإضافة إلى مقدمة وفهرس وملاحق، ويتجاوز 450 صفحة. ويمكن إجمال محاوره الكبرى كما يلي:

### القسم الأول: في المفاهيم والمقدمات
يعرّف المؤلف مفهوم التراث من منظور معرفي حديث، ويميز بين التراث مكوّناً ثقافياً وبين التراث مجالاً للبحث والدراسة. كما يناقش إشكالية العلاقة بين الماضي والحاضر، وحدود التأويل.

### القسم الثاني: التاريخ الثقافي للدرس التراثي
يتتبّع بلقزيز تاريخ الدراسات التراثية العربية الحديثة منذ القرن التاسع عشر، مع التركيز على مساهمات مفكرين مثل رفاعة الطهطاوي وبطرس البستاني، وصولاً إلى أعمال مفكرين معاصرين.

### القسم الثالث: التراث والأيديولوجيا
يحلّل هذا القسم الطرائق التي وظّف بها مفكرون عرب التراث لخدمة مواقف أيديولوجية، سواء في السياق الماركسي (حسين مروة، طيب تيزيني) أو في التيار الإسلامي أو اليساري الليبرالي.

### القسم الرابع: نقد البنية والتاريخ
يناقش نماذج فكرية تعاملت مع التراث من منظور بنيوي وتاريخي وتأويلي، مثل أدونيس، محمد أركون، نصر حامد أبو زيد، محمد عابد الجابري، وناصيف نصّار، مع تحليل أدواتهم المنهجية ومآلات قراءاتهم.

### القسم الخامس: من نقد التراث إلى نقد العقل
يختم بلقزيز كتابه ببيان الحاجة إلى تجاوز مرحلة نقد التراث نحو أفق أوسع هو نقد العقل العربي، بوصفه الإطار الجامع الذي أنتج ذلك التراث وأعاد إنتاجه.